# Секретари (остров)
Секретари (англ. Secretary Island) — остров в Новой Зеландии. Административно входит в состав региона Саутленд.

## География
Остров Секретари расположен в юго-западной части Новой Зеландии, в непосредственной близости от острова Южный. Является частью Национального парка Фьордленд. В южной части омывается бухтой Даутфул-Саунд, в северной — Томсон.
По форме Секретари напоминает треугольник. Поверхность острова гористая, высшая точка достигает 1196 м, что делает его самым высоким среди островов региона Фьордленд. Общая площадь суши — 81,4 км².
На Секретари зарегистрировано большое разнообразие растительных сообществ, как и их сред обитания, которые варьируются от низменных буково-подокарповых лесов до субальпийских кустарниковых пустошей и лугов. Местная фауна также относительно богата. На острове обитает несколько ценных представителей новозеландской фауны, среди которых выделяются толстоклювые хохлатые пингвины, серые буревестники, бурые киви, уэки, новозеландские соколы, желтолобые прыгающие попугаи. Тем не менее существенную угрозу для них представляют горностаи, завезённые в страну европейцами. Поэтому на острове ведётся постоянный их отлов.